# 아이하라 노부유키
아이하라 노부유키(일본어: 相原 信行, 1934년 12월 16일 ~ 2013년 6월 16일)는 일본의 체조 선수였다.
군마현 다카사키시에서 태어난 그는 1956년 멜버른 올림픽에서 마루 운동과 단체전에서 2개의 은메달을 땄다. 4년 후, 로마 올림픽에서 이 종목들의 금메달을 획득하였다.
아이하라는 닛폰 스포츠 과학 대학에서 수학하는 동안 15세의 나이로 체조를 시작하였다. 그는 훗날의 동료 선수 다케모토 마사오에 의하여 코치를 받았다. 1964년 그는 체조 선수 시라스 도시코와 결혼하였다. 그해 부상을 당한 이유로 도쿄 올림픽을 놓쳤고, 곧 은퇴하여 코치가 되었다. 1979년 그는 아이하라 체조 클럽을 창립하였다.
78세의 나이에 폐렴으로 사망하였다. 그의 아들 유타카도 또한 올림픽 체조 선수였다.